# Xgrid
Xgrid (Х мережа) — технологія, що розроблена компанією Apple, що дозволяє поєднати групу комп'ютерів в віртуальний суперкомп'ютер для проведення розподілених обчислень. Технологія Xgrid була представлена на виставці MacWorld Expo в Сан-Франциско, 6 січня 2004 року.